# Dream Runner
Dream Runner is de twaalfde aflevering van het vijftiende seizoen van de televisieserie ER, die voor het eerst werd uitgezonden op 15 januari 2009.

## Verhaal
Dr. Rasgotra heeft drie dromen met een verschillende uitkomst. In de eerste twee dromen maakt zij twee keuzes over de behandeling van haar patiënte met sikkelcelanemie, waaraan de patiënte komt te overlijden. In de derde droom maakt zij een keuze over de behandeling die de patiënte redt. Ook heeft zij in haar dromen gesprekken met dr. Barnett, verwelkomt zij dr. Brenner die terugkeert van zijn vakantie in Australië en gaat zij met hem naar bed, heeft zij een sollicitatiegesprek met een oude collega van haar en behandelt zij samen met dr. Gates en dr. Banfield een patiënt die in zijn slaap uit het raam is gesprongen. Aan het eind blijkt dat dit alles een droom was van dr. Rasgotra.

## Rolverdeling

### Hoofdrollen
- Parminder Nagra - Dr. Neela Rasgrota
- John Stamos - Dr. Tony Gates
- Scott Grimes - Dr. Archie Morris
- David Lyons - Dr. Simon Brenner
- Angela Bassett - Dr. Cate Banfield
- Alex Kingston - Dr. Elizabeth Corday
- Leland Orser - Dr. Lucien Dubenko
- Linda Cardellini - verpleegster Samantha Taggart
- Dinah Lenney - verpleegster Shirley
- Nasim Pedrad - verpleegster Suri
- Abraham Benrubi - Jerry Markovic

### Gastrollen (selectie)
- Imani Hakim - Anastasia Johnson
- Keiko Agena - Mrs. Vasquez
- Max Arciniega - Nick Vasquez
- Monique Daniels - Sheila Johnson
- Perry Anzilotti - Perry
- Angel Parker - Gibbs
- Tim Corley - gorilla man
- Nik Tyler - gotische man bij lift